# S&M2
S&M2 (a veces estilizado como S&M2) es el álbum en directo del grupo musical estadounidense de thrash metal Metallica con la orquesta sinfónica de San Francisco, considerada una de las mejores de Estados Unidos. Es una continuación de S&M, un álbum colaborativo en vivo lanzado en 1999. El álbum se grabó durante una presentación en vivo en San Francisco en el Chase Center en 2019. La presentación también se filmó y se estrenó en cines el 9 de octubre de 2019.

## Antecedentes
El 21 y 22 de abril de 1999, Metallica, en colaboración con la Sinfónica de San Francisco y Michael Kamen, grabó y filmó un concierto en el Berkeley Community Theatre. La actuación fue lanzada como película y álbum en vivo en noviembre de 1999.
En marzo de 2019, Metallica anunció el concierto S&M2. El concierto, que se realizó de manera similar en colaboración con la Sinfónica de San Francisco, fue planeado para celebrar el 20 aniversario de S&M. El concierto fue grabado y filmado en el Chase Center de San Francisco los días 6 y 8 de septiembre de 2019, con Edwin Outwater y Michael Tilson Thomas dirigiendo la orquesta sinfónica. El concierto también marcó la gran inauguración del Chase Center. La filmación fue dirigida por Wayne Isham, quien también dirigió S&M.

## Lista de canciones
| Disco 1 |                                      |                                |          |  |
| N.º     | Título                               | Original álbum                 | Duración |  |
| 1.      | «The Ecstasy of Gold» (instrumental) | The Good, the Bad and the Ugly | 2:41     |  |
| 2.      | «The Call of Ktulu» (instrumental)   | Ride the Lightning             | 9:14     |  |
| 3.      | «For Whom the Bell Tolls»            | Ride the Lightning             | 4:37     |  |
| 4.      | «The Day That Never Comes»           | Death Magnetic                 | 8:27     |  |
| 5.      | «The Memory Remains»                 | ReLoad                         | 5:42     |  |
| 6.      | «Confusion»                          | Hardwired... to Self-Destruct  | 6:41     |  |
| 7.      | «Moth into Flame»                    | Hardwired... to Self-Destruct  | 6:18     |  |
| 8.      | «The Outlaw Torn»                    | Load                           | 10:03    |  |
| 9.      | «No Leaf Clover»                     | S&M                            | 5:30     |  |
| 10.     | «Halo on Fire»                       | Hardwired... to Self-Destruct  | 8:17     |  |

| Disco 2 |                                                                                              |                        |          |  |
| N.º     | Título                                                                                       | Original álbum         | Duración |  |
| 1.      | «Intro to Scythian Suite»                                                                    |                        | 5:17     |  |
| 2.      | «Scythian Suite, Opus 20 II: The Enemy God and the Dance of the Dark Spirits» (instrumental) |                        | 3:39     |  |
| 3.      | «Intro to the Iron Foundry»                                                                  |                        | 1:03     |  |
| 4.      | «The Iron Foundry, Opus 19» (instrumental)                                                   |                        | 4:16     |  |
| 5.      | «The Unforgiven III»                                                                         | Death Magnetic         | 8:19     |  |
| 6.      | «All Within My Hands»                                                                        | St. Anger              | 6:13     |  |
| 7.      | «(Anesthesia) - Pulling Teeth» (instrumental)                                                | Kill 'Em All           | 7:27     |  |
| 8.      | «Wherever I May Roam»                                                                        | Metallica              | 6:32     |  |
| 9.      | «One»                                                                                        | ...And Justice for All | 9:23     |  |
| 10.     | «Master of Puppets»                                                                          | Master of Puppets      | 8:29     |  |
| 11.     | «Nothing Else Matters»                                                                       | Metallica              | 6:39     |  |
| 12.     | «Enter Sandman»                                                                              | Metallica              | 8:45     |  |

| Blu-ray |                                                                                              |                |          |  |
| N.º     | Título                                                                                       | álbum original | Duración |  |
| 1.      | «Intro (Wherever I May Roam / All Within My Hands)» (medley)                                 |                |          |  |
| 2.      | «The Ecstasy of Gold» (instrumental)                                                         |                |          |  |
| 3.      | «The Call of Ktulu» (instrumental)                                                           |                |          |  |
| 4.      | «For Whom the Bell Tolls»                                                                    |                |          |  |
| 5.      | «The Day That Never Comes»                                                                   |                |          |  |
| 6.      | «The Memory Remains»                                                                         |                |          |  |
| 7.      | «Confusion»                                                                                  |                |          |  |
| 8.      | «Moth into Flame»                                                                            |                |          |  |
| 9.      | «The Outlaw Torn»                                                                            |                |          |  |
| 10.     | «No Leaf Clover»                                                                             |                |          |  |
| 11.     | «Halo on Fire»                                                                               |                |          |  |
| 12.     | «Intro to Scythian Suite»                                                                    |                |          |  |
| 13.     | «Scythian Suite, Opus 20 II: The Enemy God and The Dance of the Dark Spirits» (instrumental) |                |          |  |
| 14.     | «Intro to the Iron Foundry»                                                                  |                |          |  |
| 15.     | «The Iron Foundry, Opus 19» (instrumental)                                                   |                |          |  |
| 16.     | «The Unforgiven III»                                                                         |                |          |  |
| 17.     | «All Within My Hands»                                                                        |                |          |  |
| 18.     | «(Anesthesia) – Pulling Teeth» (instrumental)                                                |                |          |  |
| 19.     | «Wherever I May Roam»                                                                        |                |          |  |
| 20.     | «One»                                                                                        |                |          |  |
| 21.     | «Master of Puppets»                                                                          |                |          |  |
| 22.     | «Nothing Else Matters»                                                                       |                |          |  |
| 23.     | «Enter Sandman»                                                                              |                |          |  |
| 24.     | «Credits»                                                                                    |                |          |  |
| 25.     | «Behind the Scenes: Making of the Show»                                                      |                |          |  |
| 26.     | «All Within My Hands Promo»                                                                  |                |          |  |